# سلوك المستهلك
سلوك المستهلك: هو علم يُعنى بدراسة ؛ كيف يشتري الأفراد، وماذا يشترون ومن أين، ولماذا يقومون بالشراء. هذا العلم – على الرغم من أنهُ الآن أحد مجالات علم التسويق – إلا أنه استمد أساسياته من علم النفس والاجتماع وعلم الأجناس البشرية (أنثروبولوجيا) والاقتصاد.
تهدف دراسة سلوك المستهلك إلي فهم قرارات الشراء التي يتخذها المستهلك ، وكذلك المراحل التي يتم بها هذا القرار. وتدرس لذلك الخصائص الفردية للمستهلك والشخصية والاجتماعية والثقافية.
حيث أن أي عملية تسويقية تبداً بدراسة الفرص المتاحة للمنتوج المراد طرحه في السوق والتي تقتضي تحليل ودراسة خصائص الزبائن المستهدفين، تعتبر دراسة سلوك المستهلك هي نقطة البداية لعملية إدارة التسويق كما يصفها أب التسويق فيليب كوتلر.

## لمحة عامة
يعني سلوك المستهلك بدراسة الأفراد والمجموعات والمنظّمات وجميع الأنشطة المتعلقة بشراء السلع والخدمات واستخدامها والتخلص منها، بما فيها الاستجابة السلوكية والعقلية والعاطفية التي تسبق هذه النشاطات أو تتبعها.
ظهرت دراسة سلوك المستهلك في أربعينيات القرن العشرين وخمسينياته بصفته تخصصًا فرعيًا منفصلًا في مجال التسويق.
سلوك المستهلك هو علم اجتماعي مشترك بين التخصصات يدمج بين عناصر من علم النفس وعلم الاجتماع وعلم الإنسان الاجتماعي والأنثروبولوجيا (علم الإنسان) ووصف الأعراق البشرية والتسويق وعلم الاقتصاد، وخاصة الاقتصاد السلوكي. يبحث سلوك المستهلك في كيفية تأثير العواطف والمواقف والتفضيلات على السلوك الشرائي. يُحقَّق في الخصائص المميزة للمستهلكين الفرديّين مثل دراسة التركيبة السكانية وأساليب الحياة الشخصية والمتغيرات السلوكية مثل معدلات الاستخدام ومناسبة الاستخدام والإخلاص وتأييد العلامة التجارية والاستعداد لتقديم الاقتراحات، في محاولة لفهم رغبات العموم واستهلاكهم في دراسات رسمية لسلوك المستهلك. تبحث دراسة سلوك المستهلك في التأثيرات على المستهلك من قبل مجموعات مثل العائلة والأصدقاء والرياضات والمجموعات المرجعية والمجتمع بشكل عام.
تهتم دراسة سلوك المستهلك بجميع مفاهيم السلوك الشرائي، من نشاطات ما قبل الشراء إلى نشاطات ما بعد الشراء من استهلاك وتقييم وتصريف. تهتم أيضًا بجميع الأشخاص المعنيّين -بشكل مباشر أو غير مباشر- بقرارات الشراء ونشاطات الاستهلاك بما فيها مؤثري العلامات التجارية وقادة الرأي. أظهرت الأبحاث أنه من الصعب توقع سلوك المستهلك حتى بالنسبة للخبراء في المجال. مع ذلك، تلقي طرق البحث الجديدة -مثل وصف الأعراق البشرية وعلوم أعصاب المستهلك- أضواء جديدة على كيفية اتخاذ المستهلكين لقراراتهم.
أصبحت قواعد بيانات إدارة علاقات العملاء (سي آر إم) أحد بنود تحليل سلوك المستهلك. تُتيح البيانات الضخمة التي تنتجها قواعد البيانات إمكانية الفحص الدقيق للعوامل السلوكية التي تؤثر في نوايا المستهلك بإعادة الشراء والاحتفاظ بالمستهلك والإخلاص والنوايا السلوكية الأخرى مثل الاستعداد لتقديم اقتراحات إيجابية أو أن يصبحوا داعمين للعلامة التجارية أو يشاركوا في نشاطات مواطنة العملاء. تساعد قواعد البيانات أيضًا في تجزئة السوق وخاصة التجزئة السلوكية مثل إعداد أقسام الإخلاص التي يمكن أن تستخدم لتطوير استراتيجيات تسويق مخصصة وموجهة بشكل فردي. (اقرأ أيضًا عن تسويق بناء العلاقات)

## أصول سلوك المستهلك
في أربعينيات وخمسينيات القرن العشرين، كان يُسيطر على التسويق ما يمكن تسميته المدارس الفكرية الكلاسيكية التي كانت وصفية بشكل كبير واعتمدت بشكل كبير على مناهج دراسة الحالة مع استخدام حينيّ لأساليب إجراء المقابلات. في نهايات خمسينيات القرن العشرين، انتقد تقريران مهمان التسويقَ بسبب افتقاره للدقة المنهجية، وخاصة فشله في اعتماد أساليب بحث علمية سلوكية موجّهة بشكل رياضي. حُددت المرحلة لجعل التسويق مُتكاملًا مع الاختصاصات من خلال اعتماد وجهة نظر سلوكيّة المستهلك.
منذ خمسينيات القرن العشرين، بدأ التسويق بالتحول بعيدًا عن الاقتصاد باتجاه تخصصات أخرى، لا سيما العلوم السلوكية بما في ذلك علم الاجتماع والأنثروبولوجيا وعلم النفس السريري.
نتج عن ذلك تأكيد جديد على اعتبار العميل وحدة تحليل. نتيجة لذلك، أضيفت معرفة جوهرية جديدة إلى مجال التسويق، بما فيها أفكار مثل قيادة الرأي والمجموعات المرجعية والإخلاص للعلامة التجارية. أصبحت تجزئة السوق -خاصة التجزئة الديموغرافية بناءً على مؤشر الحالة الاجتماعية والاقتصادية ودورة الحياة الأسرية- عصريّةً أيضًا. بعد إضافة سلوك المستهلك، اختبر مجال التسويق زيادة في التعقيد العلمي مع أخذ تطور النظرية وإجراءات الاختبار بعين الاعتبار.
في سنواته الأولى، تأثر سلوك المستهلك بشكل كبير ببحوث الدوافع التي زادت من فهم العملاء، واستخدمها -بشكل مكثّف- مستشارون في مجال صناعة الإعلانات وأيضًا في مجال علم النفس في عشرينيات القرن العشرين وثلاثينياته وأربعينياته. بحلول خمسينيات القرن العشرين بدأ التسويق يعتمد تقنيات مُستخدمة من الباحثين في الدوافع، من ضمنها إجراء المقابلات العميقة والتقنيات الإسقاطية واختبارات الإدراك الموضوعية ومجموعة من منهجيات البحث الكيفية والكميّة. أضاف الباحثون مؤخرًا مجموعة جديدة من الأساليب تتضمن: وصف الأعراق البشرية وتقنيات استنباط الصور الفوتوغرافية وإجراء المقابلات الظاهراتية. يعتبر سلوك المستهلك اليوم تخصصًا فرعيًا مهمًا في التسويق، ويُصنف وحدةً دراسةً في أغلب برامج التسويق الجامعية تقريبًا.

## التعاريف والتفسيرات
يشمل سلوك المستهلك «جميع النشاطات المرتبطة بالشراء من استخدام السلع والخدمات وتصريفها بما فيها استجابة المستهلك العاطفية والعقلانية والسلوكية التي تسبق هذه النشاطات وتتبعها». يمكن أن يشير مصطلح المستهلك إلى مستهلكين فرديين وإلى منظمات مستهلكة وبصورة أكثر تحديدًا «مستخدم نهائي -ليس بالضرورة أن يكون مشتريًا- في سلسلة توزيع السلعة أو الخدمة». يهتم سلوك المستهلك بما يلي:
- نشاطات الشراء: شراء السلع أو الخدمات: كيف يحصل المستهلكون على المنتجات والخدمات، وجميع النشاطات التي تؤدي إلى قرار الشراء بما فيها البحث عن المعلومات وتقييم السلع والخدمات وطرق الدفع ومن ضمنها عملية الشراء.

- نشاطات الاستخدام والاستهلاك: تهتم بمن وأين ومتى وكيف يتم الاستهلاك وعملية الاستخدام بما فيها من ارتباطات رمزية والطريقة التي توزّع فيها السلع في العائلات أو وحدات الاستهلاك.

- نشاطات تصريف المنتج: تهتم بالطريقة التي يصرّف فيها المستهلك المنتجات ويعبئها، وقد تتضمن أيضًا أنشطة إعادة البيع مثل إيباي وأسواق المستعمل.

قد تكون استجابة المستهلك:
- استجابة عاطفية (أو مثيرة للعاطفة): تشير إلى العواطف مثل المشاعر وتقلبات المزاج.
- استجابة عقلية (أو إدراكية): تشير إلى طرق تفكير المستهلك.
- استجابة سلوكية (أو إدراكية): تشير إلى استجابة المستهلك التي يمكن ملاحظتها.

في مجال الدراسة، يعتبر سلوك المستهلك علمًا اجتماعيًا تطبيقيًا. تحليل سلوك المستهلك هو «استخدام مبادئ سلوكية -تُكتسب عادة نتيجة الخبرة- لتفسير الاستهلاك الاقتصادي البشري». يقق سلوك المستهلك عند نقطة التقاطع بين علم النفس الاقتصادي وعلم التسويق.

## قرار الشراء وسياقه
فهم سلوك الشراء والاستهلاك هو التحدي الرئيس للمسوّقين. يهتم سلوك المستهلك -بمعناه الواسع- بفهم كل من كيفية اتخاذ قرار الشراء وكيفية استهلاك السلع والخدمات وتجريبها. المستهلكون هم صانعو القرار الفعالون. هم الذين يختارون ما يشترونه، وغالبًا ما يعتمدون على دخلهم المُتاح أو ميزانيتهم. قد يغيرون تفضيلاتهم المتعلقة بميزانيتهم ومجموعة أخرى من العوامل.
تتضمن بعض قرارات الشراء عمليات مفصّلة طويلة تشتمل على بحث مكثف عن المعلومات من أجل الاختيار بين البدائل المتنافسة. تحدث بعض قرارت الشراء الأخرى -مثل الشراء العشوائي أو الإدمان على الشراء- بشكل آني مع استثمار قليل أو عدم استثماره للوقت أو الجهد في البحث عن المعلومات.
تتخَذ بعض قرارات الشراء عن طريق مجموعات (مثل العائلات أو الأُسر أو الشركات)، بينما يتخذ الأفراد بعضَها الآخر. عندما يُتخذ قرار شراء من قبل مجموعة صغيرة -مثل أسرة- يمكن أن يتدخل أعضاء آخرون في مراحل مختلفة من عملية اتخاذ القرار، ويمكن أن يقوموا بعدة أدوار. على سبيل المثال، يمكن أن يقترح شخص واحد صنف الشراء، ويمكن أن يبحث شخص آخر عن معلومات متعلقة بالمنتج، بينما قد يذهب شخصٌ آخر إلى المتجر ويشتري المنتج وينقله إلى المنزل.
تصنَّف عادة أدوار اتخاذ القرار كما يلي:
- البادئ: الشخص الذي يقترح علامة تجارية ما (أو منتجًا) مقابل الدفع له (شيء ما بالمقابل).

- المؤثر: شخص ينصح بعلامة تجارية معينة.

- متّخذ القرار: الشخص النهائي الذي يتخذ قرار الشراء.

- المشتري: الشخص الذي يطلب أو يشتري جسديًا.

- المستخدم: الشخص الذي يستخدم المنتج أو يستهلكه.[13]